# DeWitt (Arkansas)
De Witt, o anche DeWitt, è una città (city) e capoluogo del distretto sud della contea di Arkansas nello Stato dell'Arkansas, negli Stati Uniti d'America. La popolazione era di 3,292 persone al censimento del 2010. A De Witt è ambientato il film Mud.

## Geografia fisica
De Witt è situata a 34°17′29″N 91°20′13″W (34.291477, -91.336983).
Secondo lo United States Census Bureau, ha un'area totale di 2.6 miglia quadrate (6,7 km²).

## Società

### Evoluzione demografica
Secondo il censimento del 2010, c'erano 3,292 persone.

### Etnie e minoranze straniere
Secondo il censimento del 2010, la composizione etnica della città era formata dal 74,5% di bianchi, il 21,4% di afroamericani, lo 0,3% di nativi americani, lo 0,4% di asiatici, il 2,1% di altre razze, e l'1,4% di due o più etnie. Ispanici o latinos di qualunque razza erano il 3,2% della popolazione.